# ترخان (باشقیرستان)
ترخان (انگلیسی: Tarkhan, Republic of Bashkortostan) یک شهرک در شهرستان شارانسکی استان باشقیرستان کشور روسیه است.